# سیدلسلی دی سوزا
سیدلسلی دی سوزا (به پرتغالی: Sidiclei de Souza) مدافع, هافبک اهل برزیل است که در شهر مار زنگی و در تاریخ ۱۳ مهٔ ۱۹۷۲ به دنیا آمده‌است.
سیدلسلی دی سوزا در تیم‌های فوتبال SE Matsubara سابقهٔ حضور دارد.